# Церковь Кармельской Богоматери (Дахла)
Церковь Кармельской Богоматери (исп. Iglesia de Nuestra Señora del Carmen, араб. كنيسة سيدة جبل الكرمل‎) или Церковь Дахлы, Церковь Вильи-Сиснерос — католическая приходская церковь, расположенная в городе Дахла, находящийся на территории Западной Сахары, которая является спорной территорией, Марокко приписывает её к региону Дахла-Уэд-Эд-Дахаб.
Церковь следует западным литургическим или латинским обрядам. Она является частью апостольской префектуры Западной Сахары.
Церковью управляет группа священников, по очереди посещая её, помимо Собора святого Франциска Ассизского в Эль-Аюн.
В 2004 году марокканские власти хотели уничтожить церковь, но местная реакция, направленная Семлали Мухаммедом Фаделем, предотвратила это.